# 2012年3月

## 3月3日
- 波兰西里西亚省扎维尔切市附近发生两列火车相撞事故，导致至少16人死亡、58人受伤。腾讯网（页面存档备份，存于）

## 3月4日
- 刚果共和国首都布拉柴维尔的一处弹药库发生爆炸，造成至少206人死亡，1000多人受伤。新华网 Archive.today的存檔，存档日期2013-04-28

## 3月5日
- 俄罗斯现任总理、统一俄罗斯党主席弗拉基米尔·普京在4日举行的总统选举中获胜，当选为下一任总统。新华网（页面存档备份，存于）

## 3月11日
- 潘傑瓦伊槍擊案，一名美國陸軍中士在阿富汗傑瓦伊區（英语：Panjwayi District），坎大哈附近，殺害16名平民，其中包含9名兒童。 (BBC)（页面存档备份，存于）

## 3月13日
- 大英百科全書停止推出印刷版。華爾街日報（页面存档备份，存于）。

## 3月14日
- 设在荷兰海牙的国际刑事法院宣布判处刚果（金）前武装组织领导人托马斯·卢班加·迪伊洛（英语：Thomas Lubanga Dyilo）犯有战争罪。新华网

## 3月16日
- 尼古拉·蒂莫夫蒂當選為摩爾多瓦新總統。BBC（页面存档备份，存于）。
- 2012年香港特別行政區行政長官選舉電視辯論舉行。

## 3月17日
- 梅安巴在參與英格蘭足總盃八強對陣熱刺的賽事中，上陣至41分鐘時因心脏骤停突然暈倒，賽事被迫取消。ESPN（页面存档备份，存于） 英國BBC (英文)（页面存档备份，存于）

## 3月18日
- 印尼警察在峇里島殺死五名懷疑與回教祈禱團有關連的武裝分子 英國BBC (英文)（页面存档备份，存于）
- 美國全國公共廣播電台撤回某分指控台灣生產商富士康在中國工廠虐待工人的報道，指報道內某部分內容是捏造的。英國BBC (英文)（页面存档备份，存于）
- 古巴警察在羅馬天主教教宗本篤十六世訪問該國前夕，大規模拘捕異見人士。英國BBC(英文)（页面存档备份，存于）
- 德國聯邦大會選舉約阿希姆·高克為新一任德國總統。英國衛報 (英文)（页面存档备份，存于）
- 波多黎各進行美國共和黨總統大選黨內初選投票。結果由米特·羅姆尼以超過八萬票勝出.美國CNN (英文)（页面存档备份，存于）

## 3月19日
- 緬甸反對派全國民主聯盟稱緬甸政府在選舉拉票活動中有舞弊行為。新加坡亞洲新聞網 (英文)（页面存档备份，存于）
- 东南亞國家東帝汶進行總統大選第一輪投票。因沒有候選人的得票超過50%，所以會有第二輪投票。現任總統若澤·拉莫斯·奧爾塔得票最低，沒法進入第二輪投票。新加坡亞洲新聞網 (英文)（页面存档备份，存于）
- 法國發生槍擊案。一名男子在西南部城市圖盧茲一所猶太學校開槍打死三名學生和一名老師，事後逃脫。英國BBC (英文)（页面存档备份，存于）
- 美國科技集團蘋果公司宣佈從七月起，每季派發每股2.65美元股息，並從下個財政年度起，回購不多於100億美元的蘋果股票。英國BBC (英文)（页面存档备份，存于）

## 3月21日
- 挪威科学与文学院宣布，将2012年度阿贝尔奖授予匈牙利数学家安德烈·塞迈雷迪。人民网（页面存档备份，存于）

## 3月22日
- 馬里軍隊發動政變，推翻了阿馬杜·圖馬尼·杜爾為首的政府。英國廣播公司 (英文)（页面存档备份，存于）新华网 Archive.today的存檔，存档日期2013-04-28

## 3月25日
- 第四屆香港行政長官選舉結束，梁振英在選舉委員會中以689票成功當選。香港政府新聞公報（页面存档备份，存于）

## 3月26日
- 加拿大导演詹姆斯·卡梅隆乘坐深海挑战者号潜艇到达世界海洋最深处马里亚纳海沟的挑战者深渊，成为第二批到达该处的人类。华尔街日报
- 罗马天主教皇本笃十六世抵达古巴展开为期三天的访问。这是过去14年以来天主教教皇第一次访问古巴。BBC中文网（页面存档备份，存于）

## 3月27日
- 塞内加尔前总理麦基·萨勒在25日举行的塞内加尔总统选举第二轮投票中击败现任总统阿卜杜拉耶·瓦德，当选为新一任总统。新民网（页面存档备份，存于）
- 第二届核安全峰会在韩国首都首尔闭幕。会议通过了《首尔公报》。新华网（页面存档备份，存于）

## 3月29日
- 金砖国家领导人第四次会晤于28日至29日在印度首都新德里举行，会后发表了《德里宣言》和行动计划。新华网（页面存档备份，存于）

## 3月30日
- 中国男子篮球职业联赛（CBA）总决赛中，北京队以4:1击败卫冕冠军，成为CBA历史上首次进入总决赛即获得总冠军的球队。[]

## 3月31日
- 位于中国湖南省吉首市，渝湘高速公路上的桥梁矮寨大桥正式建成通车，成为世界上最长的跨峡谷悬索桥。新民网